# Cupuladria pacificiensis
Cupuladria pacificiensis är en mossdjursart som beskrevs av Herrera-Cubilla, Dick, Sanner och Jackson 2006. Cupuladria pacificiensis ingår i släktet Cupuladria och familjen Cupuladriidae. Inga underarter finns listade i Catalogue of Life.